# علي بيغلو (شبستر)
علي بيغلو هي قرية في مقاطعة شبستر، إيران. عدد سكان هذه القرية هو 1,683 في سنة 2006.